# محمد ذکریا سودا
محمد ذکریا سودا (زاده ۱۳۵۰ ولسوالی فیض‌آباد بدخشان) سیاستمدار افغانستان و نماینده مردم بدخشان در دوره شانزدهم مجلس نمایندگان است. ایشان در مجلس شانزدهم نمایندگان افغانستان عضو کمیسیون محیط زیست و منابع طبیعی است.

## زندگی‌نامه
محمد ذکریا سودا زاده ۱۳۵۰ از ولسوالی فیض‌آباد ولایت بدخشان می‌باشد. ایشان تحصیلات مدرسه‌ای خود را در لیسه عثمان ولسوالی جرم به اتمام رسانید و پس از آن وارد دانشگاه کابل شد و توانست مدرک لیسانس در رشته اداره و دیپلماسی را کسب کند.

## دیگر فعالیت‌ها
- تأسیس انجمن همکاری میهن.